# 2019. évi nyári európai ifjúsági olimpiai fesztivál
A 2019. évi nyári európai ifjúsági olimpiai fesztivál, hivatalos nevén a XV. nyári európai ifjúsági olimpiai fesztivál egy több sportágat magába foglaló nemzetközi sportesemény volt, melyet 2019. július 21. és július 27. között rendeztek meg Bakuban.
Magyarország 88 sportolóval képviseltette magát a játékokon, és kilenc ezüst-, valamint tizenkét bronzérmet szerezve az éremtáblázat 28. helyén végzett.

## A pályázat
A 2019-es ifjúsági olimpiai fesztivál eredeti helyszíne Fehéroroszország fővárosa, Minszk lett volna, azonban az Európai Olimpiai Bizottság közgyűlésén 2016 októberében Azerbajdzsánnak, Bakunak adták a rendezés jogát.

## Résztvevő nemzetek
Az alábbi 50 nemzet fogja képviseltette magát a sporteseményen:
- Albánia
- Andorra
- Ausztria
- Azerbajdzsán
- Belgium
- Bosznia-Hercegovina
- Bulgária
- Ciprus
- Csehország
- Dánia
- Észtország
- Fehéroroszország
- Finnország
- Franciaország
- Görögország
- Grúzia
- Hollandia
- Horvátország
- Izland
- Izrael
- Írország
- Koszovó
- Lengyelország
- Lettország
- Liechtenstein
- Litvánia
- Luxemburg
- Észak-Macedónia
- Magyarország (88)
- Málta
- Moldova
- Monaco
- Montenegró
- Egyesült Királyság
- Németország
- Norvégia
- Olaszország
- Oroszország
- Örményország
- Portugália
- Románia
- San Marino
- Spanyolország
- Svájc
- Svédország
- Szerbia
- Szlovákia
- Szlovénia
- Törökország
- Ukrajna

## Versenyszámok
A két évvel korábbi programtól eltérés, hogy a kajak-kenu helyett a birkózás került be a sportágak közé, az ifjúsági olimpiai fesztivál programjába.
- Atlétika (37)
- Birkózás (18)
- Cselgáncs (18)
- Kerékpározás (4)
- Kézilabda (2)
- Kosárlabda (2)
- Röplabda (2)
- Tenisz (4)
- Torna (14)
- Úszás (31)

## Helyszínek
| Helyszín                        | Város | Sportág, rendezvény     |
| ------------------------------- | ----- | ----------------------- |
| Baku Crystal Hall               | Baku  | Nyitó- és záró ünnepség |
| Tofik Bahramov Stadion          | Baku  | Atlétika                |
| Nemzeti Tornacsarnok            | Baku  | Torna                   |
| Velopark                        | Baku  | BMX                     |
| Baku Sports Hall                | Baku  | Kézilabda               |
| Bakui Teniszakadémia            | Baku  | Tenisz                  |
| Aquatic Palace                  | Baku  | Úszás                   |
| Sarhadchi Sports Olympic Centre | Baku  | Cselgáncs, Birkózás     |
| Heydər Əliyev Sportkomplexum    | Baku  | Cselgáncs, Birkózás     |
| ABU Aréna                       | Baku  | Kézilabda               |
| Darnagul Aréna                  | Baku  | Röplabda                |
| Bakui Olimpiai Sportkomplexum   | Baku  | Röplabda                |
| Technical University Arena      | Baku  | Kosárlabda              |

## Menetrend
A 2019. évi nyári európai ifjúsági olimpiai fesztivál menetrendje:
| ● | Nyitóünnepség | ● | Versenynapok | ● | Döntők | ● | Záróünnepség |

| Július               | Július               | 21. V | 22. H | 23. K | 24. Sze | 25. Cs | 26. P | 27. Szo | Össz. |
| -------------------- | -------------------- | ----- | ----- | ----- | ------- | ------ | ----- | ------- | ----- |
| Ünnepségek           | Ünnepségek           | ●     |       |       |         |        |       | ●       |       |
| Atlétika             | Atlétika             |       | 1     | 8     | 4       | 11     | 7     | 9       | 40    |
| Birkózás             | Birkózás             | 4     | 7     | 7     |         |        |       |         | 18    |
| Cselgáncs            | Cselgáncs            |       |       |       | 6       | 5      | 5     | 1       | 17    |
| Kerékpározás         | Kerékpározás         |       |       | 2     |         | 2      |       |         | 4     |
| Kézilabda            | Kézilabda            |       | ●     | ●     | ●       |        | ●     | 2       | 2     |
| Kosárlabda           | Kosárlabda           |       | ●     | ●     | ●       |        | ●     | 2       | 2     |
| Röplabda             | Röplabda             |       | ●     | ●     | ●       |        | ●     | 2       | 2     |
| Tenisz               | Tenisz               | ●     | ●     | ●     | ●       | ●      | 2     | 2       | 4     |
| Torna                | Torna                |       |       | 1     | 1       | 2      | 5     | 5       | 14    |
| Úszás                | Úszás                |       | 2     | 8     | 6       | 5      | 11    |         | 32    |
| Napi összesítések    | Napi összesítések    | 4     | 10    | 26    | 17      | 25     | 30    | 23      | 135   |
| Kumulatív összesítés | Kumulatív összesítés | 4     | 14    | 40    | 57      | 82     | 112   | 135     | 135   |
| Július               | Július               | 21. V | 22. H | 23. K | 24. Sze | 25. Cs | 26. P | 27. Szo | Össz. |

## Éremtáblázat
A 2019. évi nyári európai ifjúsági olimpiai fesztivál éremtáblázata:
Jelmagyarázat:
| Azerbajdzsán (rendező ország) | Magyarország |

| A 2019. évi nyári európai ifjúsági olimpiai fesztivál éremtáblázata | A 2019. évi nyári európai ifjúsági olimpiai fesztivál éremtáblázata | A 2019. évi nyári európai ifjúsági olimpiai fesztivál éremtáblázata | A 2019. évi nyári európai ifjúsági olimpiai fesztivál éremtáblázata | A 2019. évi nyári európai ifjúsági olimpiai fesztivál éremtáblázata | Olimpia  |
| ------------------------------------------------------------------- | ------------------------------------------------------------------- | ------------------------------------------------------------------- | ------------------------------------------------------------------- | ------------------------------------------------------------------- | -------- |
|                                                                     | Ország                                                              | Arany                                                               | Ezüst                                                               | Bronz                                                               | Összesen |
| 1.                                                                  | Oroszország                                                         | 28                                                                  | 17                                                                  | 21                                                                  | 66       |
| 2.                                                                  | Nagy-Britannia                                                      | 11                                                                  | 12                                                                  | 2                                                                   | 25       |
| 3.                                                                  | Törökország                                                         | 11                                                                  | 6                                                                   | 10                                                                  | 27       |
| 4.                                                                  | Azerbajdzsán                                                        | 10                                                                  | 7                                                                   | 6                                                                   | 23       |
| 5.                                                                  | Olaszország                                                         | 8                                                                   | 9                                                                   | 9                                                                   | 26       |
| 6.                                                                  | Ukrajna                                                             | 8                                                                   | 7                                                                   | 10                                                                  | 25       |
| 7.                                                                  | Spanyolország                                                       | 7                                                                   | 4                                                                   | 10                                                                  | 21       |
| 8.                                                                  | Franciaország                                                       | 6                                                                   | 8                                                                   | 14                                                                  | 28       |
| 9.                                                                  | Lengyelország                                                       | 6                                                                   | 3                                                                   | 6                                                                   | 15       |
| 10.                                                                 | Fehéroroszország                                                    | 6                                                                   | 2                                                                   | 6                                                                   | 14       |
| 11.                                                                 | Románia                                                             | 4                                                                   | 10                                                                  | 5                                                                   | 19       |
| 12.                                                                 | Németország                                                         | 4                                                                   | 7                                                                   | 15                                                                  | 26       |
| 13.                                                                 | Horvátország                                                        | 4                                                                   | 1                                                                   | 0                                                                   | 5        |
| 14.                                                                 | Svédország                                                          | 3                                                                   | 1                                                                   | 2                                                                   | 6        |
| 15.                                                                 | Észtország                                                          | 3                                                                   | 0                                                                   | 2                                                                   | 5        |
| 16.                                                                 | Hollandia                                                           | 2                                                                   | 3                                                                   | 4                                                                   | 9        |
| 17.                                                                 | Finnország                                                          | 2                                                                   | 3                                                                   | 1                                                                   | 6        |
| 18.                                                                 | Csehország                                                          | 2                                                                   | 1                                                                   | 3                                                                   | 6        |
| 19.                                                                 | Írország                                                            | 2                                                                   | 0                                                                   | 2                                                                   | 4        |
| 20.                                                                 | Norvégia                                                            | 1                                                                   | 6                                                                   | 2                                                                   | 9        |
| 21.                                                                 | Grúzia                                                              | 1                                                                   | 5                                                                   | 7                                                                   | 13       |
| 22.                                                                 | Dánia                                                               | 1                                                                   | 1                                                                   | 3                                                                   | 5        |
| 23.                                                                 | Bulgária                                                            | 1                                                                   | 1                                                                   | 0                                                                   | 2        |
| 24.                                                                 | Ciprus                                                              | 1                                                                   | 0                                                                   | 2                                                                   | 3        |
| 25.                                                                 | Izrael                                                              | 1                                                                   | 0                                                                   | 1                                                                   | 2        |
| 26.                                                                 | Ausztria                                                            | 1                                                                   | 0                                                                   | 0                                                                   | 1        |
| 26.                                                                 | Koszovó                                                             | 1                                                                   | 0                                                                   | 0                                                                   | 1        |
| 28.                                                                 | Magyarország                                                        | 0                                                                   | 9                                                                   | 12                                                                  | 21       |
| 29.                                                                 | Belgium                                                             | 0                                                                   | 5                                                                   | 2                                                                   | 7        |
| 30.                                                                 | Svájc                                                               | 0                                                                   | 2                                                                   | 2                                                                   | 4        |
| 31.                                                                 | Moldova                                                             | 0                                                                   | 1                                                                   | 4                                                                   | 5        |
| 32.                                                                 | Görögország                                                         | 0                                                                   | 1                                                                   | 3                                                                   | 4        |
| 32.                                                                 | Szerbia                                                             | 0                                                                   | 1                                                                   | 3                                                                   | 4        |
| 34.                                                                 | Litvánia                                                            | 0                                                                   | 1                                                                   | 0                                                                   | 1        |
| 34.                                                                 | Portugália                                                          | 0                                                                   | 1                                                                   | 0                                                                   | 1        |
| 36.                                                                 | Lettország                                                          | 0                                                                   | 0                                                                   | 1                                                                   | 1        |
| 36.                                                                 | Szlovákia                                                           | 0                                                                   | 0                                                                   | 1                                                                   | 1        |
| 36.                                                                 | Szlovénia                                                           | 0                                                                   | 0                                                                   | 1                                                                   | 1        |
| Összesen                                                            | Összesen                                                            | 135                                                                 | 135                                                                 | 172                                                                 | 442      |